# Mariä Geburt (Neukirchen beim Heiligen Blut)

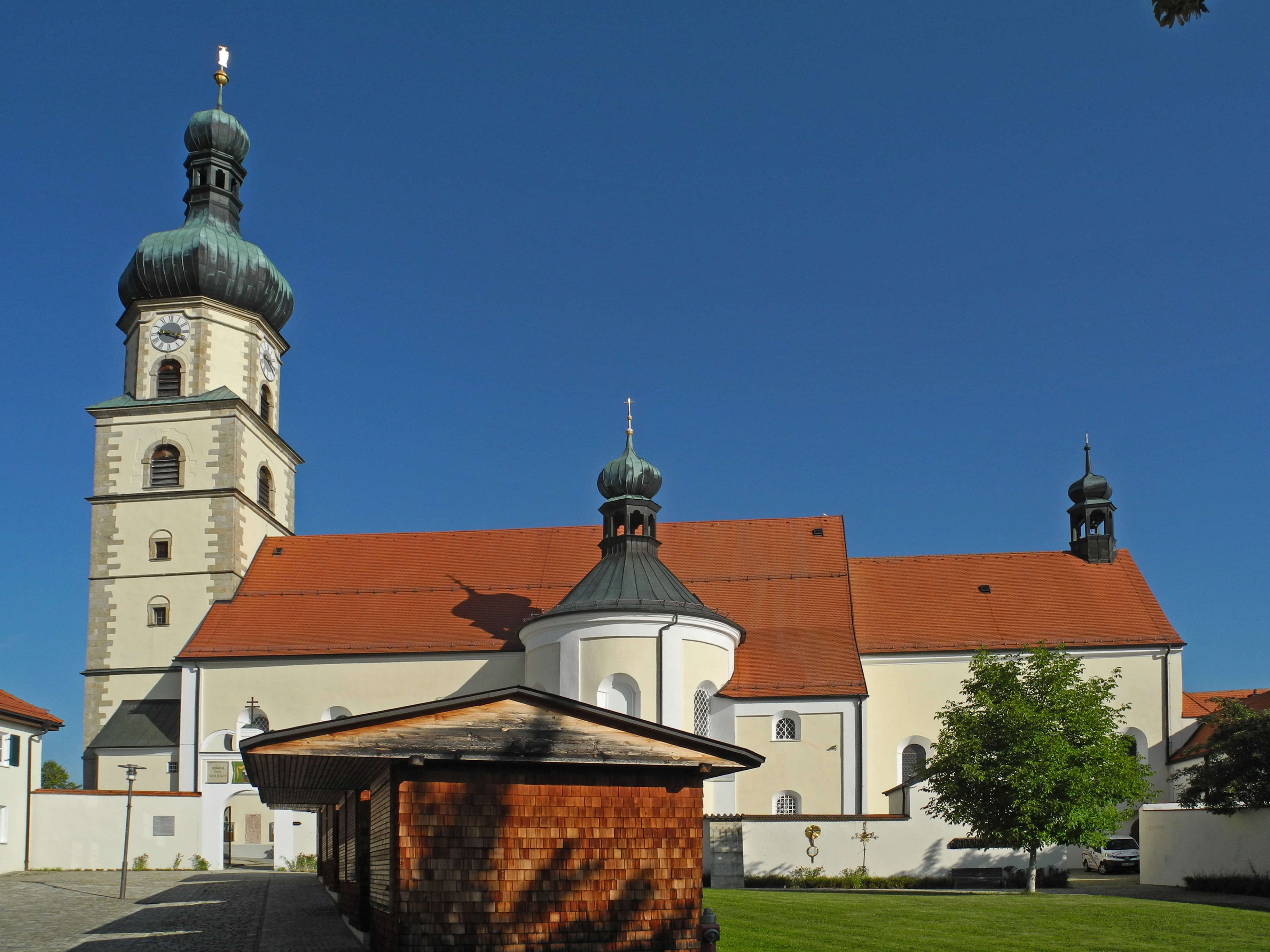
Mariä Geburt (Neukirchen)

Die römisch-katholische, denkmalgeschützte Pfarrkirche und Wallfahrtskirche Mariä Geburt zum Heiligen Blut steht in Neukirchen beim Heiligen Blut, einem Markt im Landkreis Cham der Oberpfalz. Die Kirche gehört zum Bistum Regensburg. Das Bauwerk ist unter der Denkmalnummer D-3-72-144-13 als Baudenkmal in die Bayerische Denkmalliste eingetragen.

## Beschreibung
Das Langhaus der Kreuzkirche wurde 1610 auf Veranlassung von Maximilian I. (Bayern) an die Klosterkirche St. Katharina des Franziskanerklosters nach Westen angebaut. Von den Plänen für den Umbau kam 1690–95 nur der Kirchturm auf quadratischem Grundriss im Westen nach einem Entwurf von Philipp Plank zur Ausführung. Sein aufgestocktes achteckiges Geschoss beherbergt die Turmuhr und den Glockenstuhl. Darauf sitzt eine Zwiebelhaube, die von einer Laterne bekrönt wird. 1718–21 wurden die halbrund geschlossenen seitlichen Kapellen, die ein Querschiff bilden, westlich des Chors an das Langhaus angebaut und der gesamte Innenraum mit einem Stichkappengewölbe überspannt. Die Deckenmalereien stammen von Joseph Anton Merz.
Zur Kirchenausstattung gehört ein Hochaltar, den Johann Joseph Obrist gebaut hat. Das Altarretabel zeigt ein um 1400 entstandenes Gnadenbild. Die Altarretabel der Altäre in den Seitenkapellen werden Otto Gebhard zugeschrieben.
Die Orgel auf der Empore wurde 1969 von Eduard Hirnschrodt

## Orgel

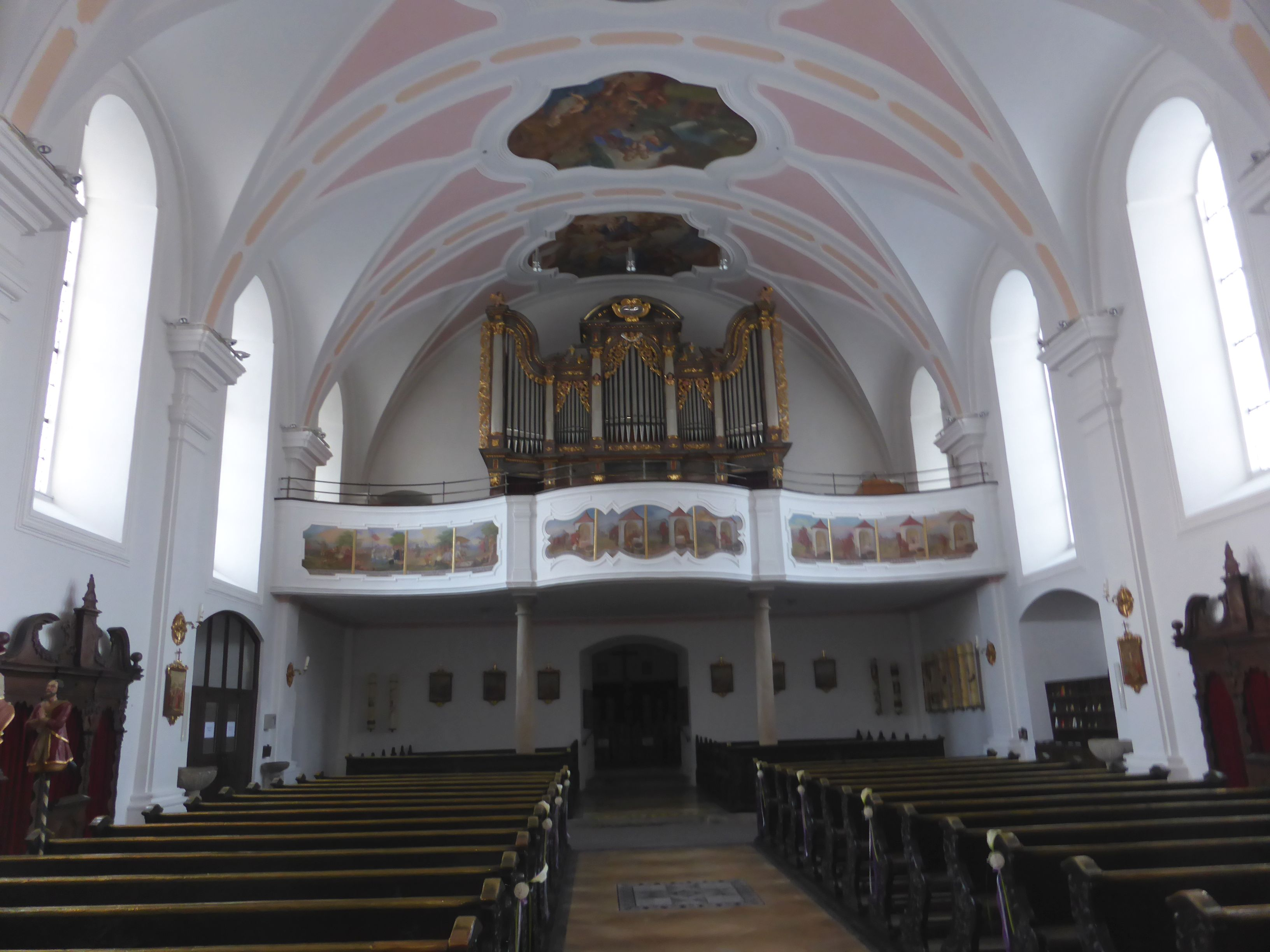
Die Hirnschrodt-Orgel auf der Empore

Die Orgel mit 30 Registern auf drei Manualen und Pedal wurde von Eduard Hirnschrodt (Regensburg) 1969 in den Frühbarockprospekt von 1647 der von Kurfürstin Anna Maria gestifteten früheren Orgel eingebaut; der Prospekt war 1762 erweitert worden. Die Disposition lautet:
| I Kronwerk C–g3 |        |
| Bleigedackt     | 8′     |
| Choralflöte     | 4′     |
| Nasat           | 2 ⁄3′  |
| Piffaro III     | 2′     |
| Terz            | 1 3⁄5′ |
| Scharff III     | 2⁄3′   |
| Trompete        | 16′    |
| Trompete        | 4′     |

| II Hauptwerk C–g3 |       |
| Pommer            | 16′   |
| Prinzipal         | 8′    |
| Holzflöte         | 8′    |
| Oktave            | 4′    |
| Flachflöte        | 2′    |
| Mixtur V          | 1 ⁄3′ |
| Trompete          | 8′    |

| III Schwellwerk C–g3 |        |
| Holzgedackt          | 8′     |
| Prinzipal            | 4′     |
| Gamba                | 4′     |
| Nachthorn            | 2′     |
| Larigot              | 1 ⁄3′  |
| Zimbel III           | 1⁄2′   |
| Septenhörnle III     | 1 3⁄5′ |
| Krummhorn            | 8′     |
| Tremulant            |        |

| Pedal C–f1       |       |
| Subbaß           | 16′   |
| Offenbaß         | 8′    |
| Hohlflöte        | 8′    |
| Choralbaß        | 4′    |
| Rauschpfeife III | 2 ⁄3′ |
| Posaune          | 16′   |
| Fagott           | 8′    |